# Aeropuerto de Egilsstaðir
El Aeropuerto Internacional de Egilsstaðir (en islandés: Egilsstaðaflugvöllur) (IATA: EGS, OACI: BIEG) es un aeropuerto situado en Egilsstaðir, en la región de Austurland, al oriente de Islandia. 

## Características
Se encuentra en la península de Egilsstaðanes, a orillas del lago Lagarfljót, entre las localidades de Egilsstaðir y Fellabær. 
Está a menos de una hora y media de viaje en coche desde muchas localidades, y presta servicio al área de los fiordos de Vopnafjörður y Bakkafjörður, así como a las bahías de Breiðdalsvík y Djúpivogur.
Es uno de los cuatro aeropuertos de Islandia que cumple con todos los requisitos para operar vuelos internacionales. Funciona como aeropuerto alternativo al de Akureyri. Está abierto 24 horas. La principal aerolínea, Air Iceland, opera vuelos a Reikiavik.

## Historia
Se construyó entre 1963 y 1968. Fue reconstruido entre 1987 y 1999. Se abrió un nuevo hall para las llegadas en abril de 2007.

## Aerolíneas y destinos
| Aerolíneas  | Destinos  |
| ----------- | --------- |
| Air Iceland | Reikiavik |

## Estadísticas
Ver fuente y consulta Wikidata.